# Gammarus lacustris
Gammarus lacustris är en kräftdjursart som beskrevs av Georg Ossian Sars 1863. Gammarus lacustris ingår i släktet Gammarus och familjen Gammaridae. Arten är reproducerande i Sverige. Inga underarter finns listade i Catalogue of Life.

## Bildgalleri

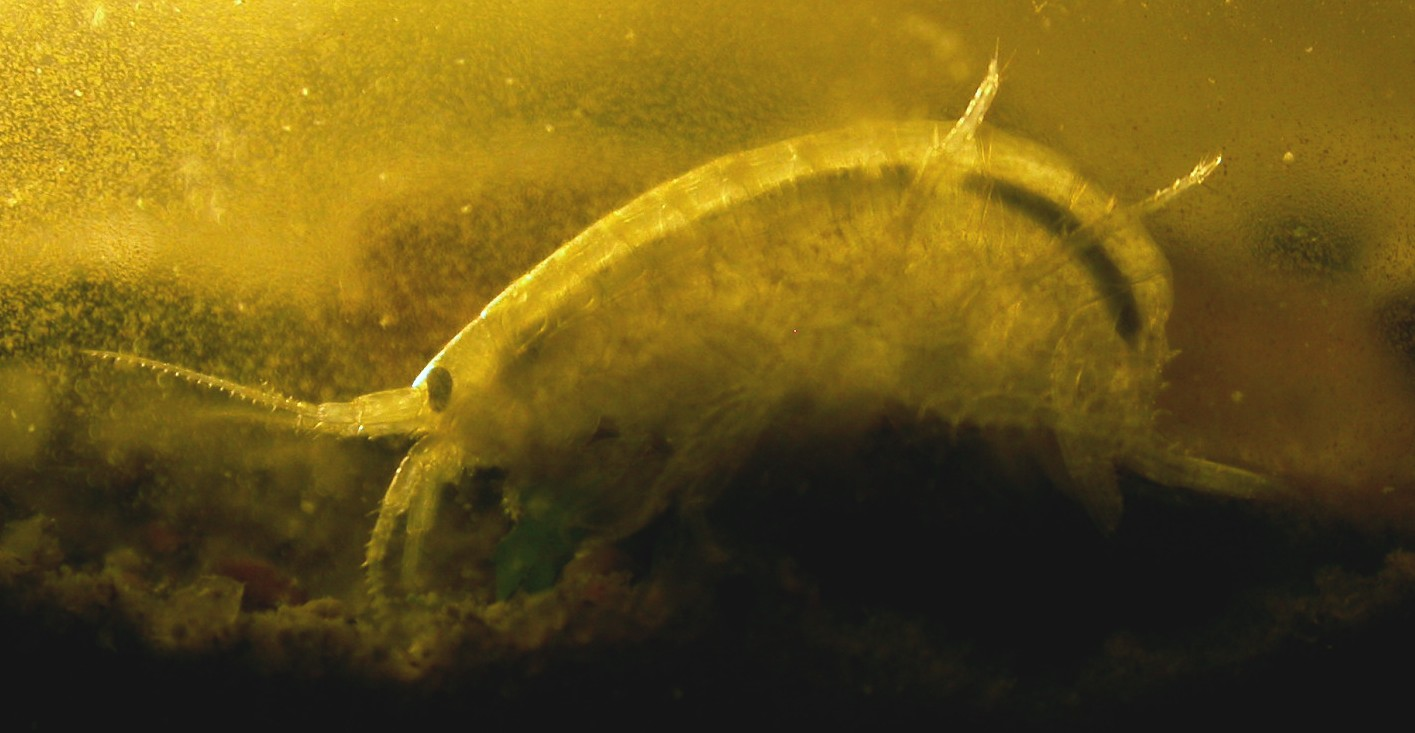